# Latonopsis occidentalis
Latonopsis occidentalis är en kräftdjursart som beskrevs av Birge 1891. Latonopsis occidentalis ingår i släktet Latonopsis och familjen Sididae. Inga underarter finns listade i Catalogue of Life.